# Battute?
Battute? è stato un programma televisivo italiano trasmesso su Rai 2 nel 2019 e condotto da Riccardo Rossi.

## Il programma
Composto da 36 puntate, è andato in onda in seconda serata a partire dal 1º ottobre 2019, per poi concludersi il 30 novembre dello stesso anno. Il format è stato ideato da Giovanni Benincasa e comprendeva una serie di comici intorno a un tavolo che commentano, con delle battute, le notizie del giorno.
Il cast era composto da Valerio Lundini, Emanuela Fanelli, Manuel Bongiorni, Stefano Rapone, Guia Scognamiglio, Daniele Tinti, Giordano Folla, Martina Catuzzi, Carmine Del Grosso, Chiara Becchimanzi, Nicolò Falcone, Tommaso Faoro, Filippo Spreafico, Francesco Mileto, Daniele Gattano, Vincenzo Comunale, Imaan Hadchiti, Eleazaro Rossi.

## Puntate
| Puntata | Messa in onda    |
| ------- | ---------------- |
| 1       | 1º ottobre 2019  |
| 2       | 2 ottobre 2019   |
| 3       | 3 ottobre 2019   |
| 4       | 5 ottobre 2019   |
| 5       | 8 ottobre 2019   |
| 6       | 9 ottobre 2019   |
| 7       | 10 ottobre 2019  |
| 8       | 11 ottobre 2019  |
| 9       | 15 ottobre 2019  |
| 10      | 16 ottobre 2019  |
| 11      | 17 ottobre 2019  |
| 12      | 19 ottobre 2019  |
| 13      | 22 ottobre 2019  |
| 14      | 23 ottobre 2019  |
| 15      | 24 ottobre 2019  |
| 16      | 26 ottobre 2019  |
| 17      | 29 ottobre 2019  |
| 18      | 31 ottobre 2019  |
| 19      | 1º novembre 2019 |
| 20      | 5 novembre 2019  |
| 21      | 7 novembre 2019  |
| 22      | 8 novembre 2019  |
| 23      | 9 novembre 2019  |
| 24      | 12 novembre 2019 |
| 25      | 14 novembre 2019 |
| 26      | 15 novembre 2019 |
| 27      | 19 novembre 2019 |
| 28      | 20 novembre 2019 |
| 29      | 21 novembre 2019 |
| 30      | 22 novembre 2019 |
| 31      | 26 novembre 2019 |
| 32      | 27 novembre 2019 |
| 33      | 28 novembre 2019 |
| 34      | 29 novembre 2019 |
| 35      | 30 novembre 2019 |

## Riconoscimenti
Il programma è stato premiato al Festival della Satira con il Premio di satira politica 2020 per la TV.

## Curiosità
Il programma era stato originariamente confermato per una seconda stagione, ma date le modifiche richieste dalla Rai all'autore Giovanni Benincasa a causa della pandemia da coronavirus, il programma è finito per trasformarsi fino al punto di essere sostituito dal programma Una pezza di Lundini.